# Carolinus
 (juin 2021).
Carolinus (ou Karolinus) est un poème d'instruction écrit par le poète du XIIe siècle Gilles de Paris pour le futur roi Louis VIII de France vers l'an 1200.

## Sources
- (en) Cet article est partiellement ou en totalité issu de l’article de Wikipédia en anglais intitulé « Carolinus » (voir la liste des auteurs).